# Lin Li (volleybalster)
Lin Li (Fuqing, 5 juli 1992) is een Chinese volleybalster die als libero speelt. Zij werd met de nationale ploeg in 2016 olympisch kampioen.

## Carrière
Lin speelt als libero. Lin behaalde met de Chinese ploeg tijdens de Olympische Zomerspelen van 2016 in het Braziliaanse Rio de Janeiro haar grootste succes met het winnen van de olympische medaille.

## Palmares
Nationale ploeg
- 2015: 4e WG
- 2015:  AK
- 2015:  WC
- 2016: 5e WG
- 2016:  OS
- 2018:  NL
- 2018: 4e WG
- 2018:  AS
- 2018:  WK
- 2019:  NL
- 2019:  WC